# Laner
Lanerna är de tandfria områden som finns mellan framtänderna och kindtänderna hos en häst. De har till grundval den mer eller mindre skarpa kanten av underkäken, som där är beklädd av munnens slemhinna.
Det är på lanerna och tungan som bettet skall vila när hästen betslas för ridning eller körning. Eftersom den tunna benkanten endast är täckt av slemhinna tål den väldigt lite belastning och utformningen av bettet är därför av stor betydelse.